# Campionat d'Europa d'atletisme de 1978
El Campionat d'Europa d'atletisme de 1978 fou la dotzena edició del Campionat d'Europa d'atletisme organitzat sota la supervisió de l'Associació Europea d'Atletisme. La competició es dugué a terme entre els dies 29 d'agost i 3 de setembre de 1978 a l'Estadi Evžena Rošického de Praga (en aquells moments Txecoslovàquia i actualment Txèquia).

## Medallistes

### Categoria masculina
| Prova                   | Or                                                                          | Or            | Plata                                                                           | Plata     | Bronze                                                                                         | Bronze    |
| 100 metres              | Pietro Mennea · Itàlia                                                      | 10.27         | Eugen Ray · RDA                                                                 | 10.36     | Vladimir Ignatenko · Unió Soviètica                                                            | 10.37     |
| 200 metres              | Pietro Mennea · Itàlia                                                      | 20.16         | Olaf Prenzler · RDA                                                             | 20.61     | Peter Muster · Suïssa                                                                          | 20.64     |
| 400 metres              | Franz-Peter Hofmeister · RFA                                                | 45.73         | Karel Kolář · Txecoslovàquia                                                    | 45.77     | Francis Demarthon · França                                                                     | 45.97     |
| 800 metres              | Olaf Beyer · RDA                                                            | 1:43.84       | Steve Ovett · Regne Unit                                                        | 1:44.09   | Sebastian Coe · Regne Unit                                                                     | 1:44.76   |
| 1500 metres             | Steve Ovett · Regne Unit                                                    | 3:35.59       | Eamonn Coghlan · Irlanda                                                        | 3:36.57   | David Moorcroft · Regne Unit                                                                   | 3:36.70   |
| 5000 metres             | Venanzio Ortis · Itàlia                                                     | 13:28.57      | Markus Ryffel · Suïssa · Aleksandr Fedotkin · Unió Soviètica                    | 13:28.66  |                                                                                                |           |
| 10.000 metres           | Martti Vainio · Finlàndia                                                   | 27:30.99 (NR) | Venanzio Ortis · Itàlia                                                         | 27:31.48  | Aleksandras Antipovas · Unió Soviètica                                                         | 27:31.50  |
| 110 m. tanques          | Thomas Munkelt · RDA                                                        | 13.44         | Jan Pusty · Polònia                                                             | 13.55     | Arto Bryggare · Finlàndia                                                                      | 13.56     |
| 400 m. tanques          | Harald Schmid · RFA                                                         | 48.51         | Dmitriy Stukalov · Unió Soviètica                                               | 49.72     | Vasyl Arkhypenko · Unió Soviètica                                                              | 49.77     |
| 3000 m. obstacles       | Bronislaw Malinowski · Polònia                                              | 8:15.08       | Patriz Ilg · RFA                                                                | 8:16.92   | Ismo Toukonen · Finlàndia                                                                      | 8:18.29   |
| relleus 4x100 m. llisos | PolòniaZenon Nowosz · Zenon Licznerski · Leszek Dunecki · Marian Woronin    | 38.58         | RDAManfred Kokot · Eugen Ray · Olaf Prenzler · Alexander Thieme                 | 38.78     | Unió SovièticaSergey Vladimirsev · Nikolay Kolesnikov · Aleksandr Aksinin · Vladimir Ignatenko | 38.82     |
| relleus 4x400 m. llisos | RFAMartin Weppler · Franz-Peter Hofmeister · Bernd Herrmann · Harald Schmid | 3:02.03       | Polònia Jerzy Włodarczyk · Zbigniew Jaremski · Cezary Łapiński · Ryszard Podlas | 3:03.62   | TxecoslovàquiaJosef Lomický · František Brečka · Miroslav Tulis · Karel Kolář                  | 3:04.99   |
| Marató                  | Leonid Moseyev · Unió Soviètica                                             | 2:11:57.5     | Nikolay Penzin · Unió Soviètica                                                 | 2:11:59.0 | Karel Lismont · Bèlgica                                                                        | 2:12:07.7 |
| 20 km. marxa            | Roland Wieser · RDA                                                         | 1:23:11.5     | Pyotr Pochynchuk · Unió Soviètica                                               | 1:23:43.0 | Anatoliy Solomin · Unió Soviètica                                                              | 1:24:11.5 |
| 50 km. marxa            | Jordi Llopart · Spain                                                       | 3:53:29.9     | Veniamin Soldatenko · Unió Soviètica                                            | 3:55:12.1 | Jan Ornoch · Polònia                                                                           | 3:55:15.9 |
| Salt d'alçada           | Vladimir Yashchenko · Unió Soviètica                                        | 2.30          | Aleksandr Grigoryev · Unió Soviètica                                            | 2.28      | Rolf Beilschmidt · RDA                                                                         | 2.28      |
| Salt amb perxa          | Vladimir Trofimenko · Unió Soviètica                                        | 5.55          | Antti Kalliomäki · Finlàndia                                                    | 5.50      | Rauli Pudas · Finlàndia                                                                        | 5.45      |
| Salt de llargada        | Jacques Rousseau · França                                                   | 8.18          | Nenad Stekić · Iugoslàvia                                                       | 8.12      | Vladimir Tsepelyov · Unió Soviètica                                                            | 8.01      |
| Triple salt             | Miloš Srejović · Iugoslàvia                                                 | 16.94         | Víktor Sanéiev · Unió Soviètica                                                 | 16.93     | Anatoliy Piskulin · Unió Soviètica                                                             | 16.87     |
| Llançament de pes       | Udo Beyer · RDA                                                             | 21.08         | Aleksandr Baryshnikov · Unió Soviètica                                          | 20.68     | Wolfgang Schmidt · RDA                                                                         | 20.30     |
| Llançament de disc      | Wolfgang Schmidt · RDA                                                      | 66.82         | Markku Tuokko · Finlàndia                                                       | 64.90     | Imrich Bugár · Txecoslovàquia                                                                  | 64.66     |
| Llançament de javelina  | Michael Wessing · RFA                                                       | 89.12         | Nikolay Grebniev · Unió Soviètica                                               | 87.82     | Wolfgang Hanisch · RDA                                                                         | 87.66     |
| Llançament de martell   | Yuriy Sedykh · Unió Soviètica                                               | 77.28         | Roland Steuk · RDA                                                              | 77.24     | Karl-Hans Riehm · RFA                                                                          | 77.02     |
| Decatló                 | Aleksandr Grebenyuk · Unió Soviètica                                        | 8340          | Daley Thompson · Regne Unit                                                     | 8289      | Siegfried Stark · RDA                                                                          | 8208      |

### Categoria femenina
| Prova                  | Or                                                                                              | Or      | Plata                                                                                          | Plata   | Bronze                                                                                 | Bronze  |
| 100 m                  | Marlies Göhr · RDA                                                                              | 11.13   | Linda Haglund · Suècia                                                                         | 11.29   | Lyudmila Maslakova · Unió Soviètica                                                    | 11.31   |
| 200 m                  | Lyudmila Kondratyeva · Unió Soviètica                                                           | 22.52   | Marlies Göhr · RDA                                                                             | 22.53   | Carla Bodendorf · RDA                                                                  | 22.64   |
| 400 m                  | Marita Koch · RDA                                                                               | 48.94   | Christina Brehmer · RDA                                                                        | 50.38   | Irena Szewińska · Polònia                                                              | 50.40   |
| 800 m                  | Tatyana Providokhina · Unió Soviètica                                                           | 1:55.80 | Nadezhda Mushta · Unió Soviètica                                                               | 1:55.82 | Zoya Rigel · Unió Soviètica                                                            | 1:56.57 |
| 1500 m                 | Giana Romanova · Unió Soviètica                                                                 | 3:59.01 | Natalia Marasescu · Romania                                                                    | 3:59.77 | Totka Petrova · Bulgaria                                                               | 4:00.15 |
| 3000 m                 | Svetlana Ulmasova · Unió Soviètica                                                              | 8:33.16 | Natalia Marasescu · Romania                                                                    | 8:33.53 | Grete Waitz · Noruega                                                                  | 8:34.33 |
| 100 m. tanques         | Johanna Klier · RDA                                                                             | 12.62   | Tatyana Anisimova · Unió Soviètica                                                             | 12.67   | Gudrun Berend · RDA                                                                    | 12.73   |
| 400 m. tanques         | Tatyana Zelentsova · Unió Soviètica                                                             | 54.89   | Silvia Hollmann · RFA                                                                          | 55.14   | Karin Roßley · RDA                                                                     | 55.36   |
| relleus 4×100 m llisos | Unió SovièticaVera Anisimova · Lyudmila Maslakova · Lyudmila Kondratyeva · Lyudmila Storozhkova | 42.54   | Regne UnitBeverley Goddard · Kathy Smallwood · Sharon Colyear · Sonia Lannaman                 | 42.72   | RDAJohanna Klier · Monika Hamann · Carla Bodendorf · Marlies Göhr                      | 43.07   |
| relleus 4×400 m llisos | RDAChristiane Marquardt · Barbara Krug · Christina Brehmer · Marita Koch                        | 3:21.20 | Unió SovièticaTatyana Prorochenko · Nadezhda Mushta · Tatyana Providokhina · Mariya Kulchunova | 3:22.53 | PolòniaMałgorzata Grajewska · Krystyna Kacperczyk · Genowefa Błaszak · Irena Szewińska | 3:26.76 |
| Salt de llargada       | Vilma Bardauskienė · Unió Soviètica                                                             | 6.88    | Angela Voigt · RDA                                                                             | 6.79    | Jarmila Nygrýnová · Txecoslovàquia                                                     | 6.69    |
| Salt d'alçada          | Sara Simeoni · Itàlia                                                                           | 2.01    | Rosemarie Ackermann · RDA                                                                      | 1.99    | Brigitte Holzapfel · RFA                                                               | 1.95    |
| Llançament de pes      | Ilona Slupianek · RDA                                                                           | 21.41   | Helena Fibingerová · Txecoslovàquia                                                            | 20.86   | Margitta Droese · RDA                                                                  | 20.58   |
| Llançament de disc     | Evelin Jahl · RDA                                                                               | 66.98   | Margitta Droese · RDA                                                                          | 64.04   | Natalya Gorbachova · Unió Soviètica                                                    | 63.58   |
| Llançament de javelina | Ruth Fuchs · RDA                                                                                | 69.16   | Tessa Sanderson · Regne Unit                                                                   | 62.40   | Ute Hommola · RDA                                                                      | 62.32   |
| Pentatló               | Margit Papp · Hongria                                                                           | 4655    | Burglinde Pollak · RDA                                                                         | 4600    | Kristine Nitzsche · RDA                                                                | 4599    |

## Medaller
Seu
| Posició | País           | Or | Plata | Bronze | Total |
| 1       | Unió Soviètica | 12 | 12    | 11     | 35    |
| 2       | RDA            | 12 | 10    | 10     | 32    |
| 3       | RFA            | 4  | 2     | 2      | 8     |
| 4       | Itàlia         | 4  | 1     | 0      | 5     |
| 5       | Polònia        | 2  | 2     | 3      | 7     |
| 6       | Gran Bretanya  | 1  | 4     | 2      | 7     |
| 7       | Finlàndia      | 1  | 2     | 3      | 6     |
| 8       | Iugoslàvia     | 1  | 1     | 0      | 2     |
| 9       | França         | 1  | 0     | 1      | 2     |
| 10      | Hongria        | 1  | 0     | 0      | 1     |
| 10      | Espanya        | 1  | 0     | 0      | 1     |
| 12      | Txecoslovàquia | 0  | 2     | 3      | 5     |
| 13      | Romania        | 0  | 2     | 0      | 2     |
| 14      | Suïssa         | 0  | 1     | 1      | 2     |
| 15      | Irlanda        | 0  | 1     | 0      | 1     |
| 15      | Suècia         | 0  | 1     | 0      | 1     |
| 17      | Bèlgica        | 0  | 0     | 1      | 1     |
| 17      | Bulgària       | 0  | 0     | 1      | 1     |
| 17      | Noruega        | 0  | 0     | 1      | 1     |
|         | Total          | 40 | 41    | 39     | 120   |

## Participants
Hi participaren un total de 847 atletes de 30 nacions diferents.
| - Alemanya Occidental (64) - Alemanya Oriental (72) - Àustria (11) - Bèlgica (31) - Bulgària (24) - Dinamarca (10) - Espanya (17) - Finlàndia (33) | - França (51) - Gibraltar (1) - Grècia (13) - Hongria (25) - Islàndia (5) - Irlanda (9) - Itàlia (43) - Iugoslàvia (14) | - Liechtenstein (2) - Luxemburg (6) - Noruega (16) - Països Baixos (25) - Polònia (46) - Portugal (4) - Regne Unit (69) - Romania (24) | - Suècia (31) - Suïssa (21) - Turquia (5) - Txecoslovàquia (82) - Unió Soviètica (92) - Xipre (1) |